# Ignasi Casanovas i Camprubí
Ignasi Casanovas i Camprubí (Santpedor, Bages, 13 d'agost de 1872 — Barcelona, 21 de setembre de 1936) fou un filòsof i historiador de la cultura.
Estudià al Seminari de Vic i entrà a la Companyia de Jesús el 1888. Des del 1905 residí a Barcelona. Fins al 1916 s'interessà sobretot pels estudis d'apologètica i d'estètica, temes sobre els quals feu conferències. Col·laborà amb Josep Torras i Bages en el congrés del centenari de Jaume Balmes (1910). Fou una de les veus crítiques amb l'Església davant els fets de la Setmana Tràgica.
En estètica la seva obra s'ha considerat classicista. Dirigí l'Acadèmia Catalana de la Congregació Mariana de Joves i impulsà el Foment de Pietat Catalana, dissolt pel franquisme pocs anys després de la seva mort. Fou membre numerari de l'Acadèmia de Bones Lletres (1921) i el 1923 fundà la Biblioteca Balmes. Publicà Obras escogidas del Dr. Torras y Bages (1913-14) i les Obras completas del Dr. D. Jaime Balmes, en 33 volums (1925-27).
Morí assassinat a l'inici de la Guerra Civil.
Obres destacades
- Poètica d'Aristòtil (1907).
- L'harmonia en l'art (1907).
- Apologètica de Balmes (1910).
- Balmes: la seva vida, el seu temps, les seves obres, en 3 volums (1932).
- Josep Finestres. Estudis biogràfics, en 3 volums (1932-1934).
- Biblioteca dels Exercicis Espirituals, en 11 volums (1930-1936).

## Homenatges
La biblioteca Arxivat 2014-03-29 a Wayback Machine. de Santpedor s'anomena Pare Ignasi Casanovas.